# Agnes van Hessen-Kassel

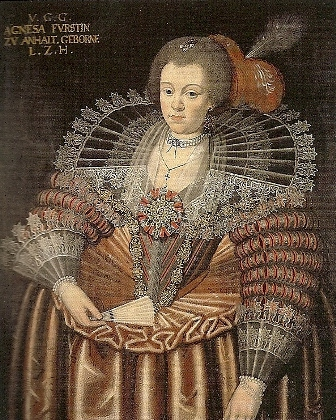
Agnes von Hessen-Kassel

Agnes van Hessen-Kassel (Kassel, 14 mei 1606 - Dessau, 28 mei 1650) was prinses van Hessen-Kassel en door haar huwelijk vorstin van Anhalt-Dessau.
Agnes was een dochter van landgraaf Maurits van Hessen-Kassel en Juliana, een dochter van graaf Johan VII 'de Middelste' van Nassau-Siegen. Agnes werd samen met haar broers en zusters onderwezen, ze leerde zes verschillende talen. Daarnaast componeerde ze muziek.
Op 18 mei 1623 trouwde ze in Dessau met Johan Casimir, regerend vorst van Anhalt-Dessau. In 1645 liet ze in Nischwitz, het latere Oranienbaum, een versterkt huis aanleggen. Later werd hier het Slot Oranienbaum aangelegd.

## Kinderen
Uit haar huwelijk met Johan Casimir van Anhalt-Dessau kwamen zes kinderen voort, van wie drie al op zeer jonge leeftijd stierven:
- Maurits (1624)
- Dorothea (1625-1626)
- Juliana (1626-1652)
- Johan George II (1627-1693)
- Louisa (1631-1680)
- Agnes (1644)